# Ofensywa estońska w Liwonii
Ofensywa estońska w Liwonii – działania armii estońskiej przeciwko Armii Radzieckiej Łotwy w Liwonii, prowadzone pomiędzy 25 maja a 5 czerwca 1919 r. Celem ofensywy było odbicie Liwonii z rąk bolszewików, zanim mogłyby to zrobić operujące na zachodniej Łotwie jednostki niemieckie. W ofensywie brał udział także 1 Pułk Piechoty, złożony z łotewskich ochotników i tworzony w strukturze armii łotewskiej z inicjatywy Rządu Tymczasowego Łotwy. Po sukcesie ofensywy Estończycy przekazali Rządowi Tymczasowemu Łotwy opanowane terytoria.

## Tło wydarzeń
W marcu 1919 r. wojska niemieckie, wspierające militarnie Rząd Tymczasowy Łotwy, przeprowadziły udaną kontrofensywę przeciwko siłom Armii Radzieckiej Łotwy. Z rąk łotewskich bolszewików odbite zostały wszystkie terytoria na zachód od Lelupy, zajęte przez nich w końcu 1918 i na początku 1919 r. Dowodzący siłami niemieckimi gen. Rüdiger von der Goltz zaczął dążyć do przejęcia władzy politycznej na obszarze, który zajmowały jego wojska. Rząd Tymczasowy Łotwy, kierowany przez Kārlisa Ulmanisa, domagał się od Niemiec respektowania swojej suwerenności.
Pod wrażeniem sukcesów niemieckich w Kurlandii Biuro Werbunkowe Baltenland, kierowane przez Günthera von der Goltza (brata generała), zaczęło werbować ochotników do walki nie tylko na ziemiach łotewskich, ale również w Estonii, rządzonej przez probrytyjski rząd. Zaniepokoiło to władze estońskie, mające również w pamięci, iż w lutym 1918 r. wojska niemieckie niszczyły w Estonii rodzące się organy władzy państwa narodowego. Rząd estoński postanowił zacieśnić kontakty z łotewskim rządem Ulmanisa i wyraził zgodę na tworzenie brygady łotewskiej w składzie armii estońskiej. Dowódcą Brygady Północnej lub 2 Brygady Łotewskiej został płk Jorģis Zemitāns. Do końca marca 1919 r. w strukturze armii estońskiej udało się sformować cały 1 Pułk Piechoty, złożony z Łotyszy.
16 kwietnia wojska niemieckie przeprowadziły w Lipawie, gdzie przebywał rząd Ulmanisa, pucz. Łotewski premier razem z członkami gabinetu schronił się na okręcie „Saratow” w lipawskim porcie, pod ochroną Brytyjczyków. W nocy z 26 na 27 kwietnia Niemcy doprowadzili do sformowania lojalnego wobec siebie gabinetu Andrievsa Niedry. Tymczasem Ulmanis w drugiej połowie kwietnia zdołał odbyć wizytę w Estonii. Podczas tej wizyty ustalono plan ofensywy estońskiej w Liwonii, której celem miało być wyparcie bolszewików z tego regionu, zanim uczynią to Niemcy. W ofensywie miał wziąć udział 1 Pułk Piechoty, liczący 7 tys. ochotników.

## Przebieg ofensywy
W nocy z 22 na 23 maja 1919 r. jednostki niemieckie rozpoczęły działania zaczepne na zachód i na południowy zachód od Rygi. Był to początek operacji Tennenberg, której celem było opanowanie łotewskiej stolicy.

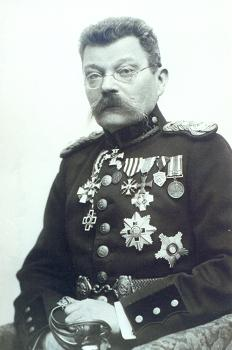
Dowódca estońskiej 3 Dywizji Ernst Põdder

Dowództwo estońskie postanowiło w tym samym momencie uderzyć na Łotewską Socjalistyczną Republikę Radziecką od północy. 25 maja po zajęciu Izborska i Pskowa 2 Estońska Dywizja Piechoty zagroziła oskrzydleniem prawemu skrzydłu Armii Radzieckiej Łotwy. Front estońsko-radziecki przebiegał na południe od nadbałtyckiego Ainaži, dalej na południe od Rūjieny i do linii kolejowej Valka-Aluksne.
Plan estońskiego dowództwa zakładał przeprowadzenie głębokiego manewru oskrzydlającego na Jekabpils, by odciąć jednostki radzieckie stojące na wschód od Rygi od zaplecza. 2 Estońska Dywizja Piechoty rozpoczęła działania zaczepne 26 maja, zajmując tego samego dnia Werro (Võru). 1 Pułk Kawalerii Estońskiej, część 3 Estońskiej Dywizji Piechoty, uderzył z kierunku Valki na Aluksne, przecinając linię kolejową i zajmując miasto 29 maja. Następnie kontynuowały marsz na południe na Gulbene i po zaciętych walkach z jednostkami Armii Radzieckiej Łotwy zdobył miasto 31 maja. Inne jednostki 3 Estońskiej Dywizji Piechoty do tego samego dnia również przemieściły się na południe ze swoich pozycji wyjściowych pod Ainaži i Rūjieną, zdobywając 31 maja Limbaži, Valmierę i Smiltene. Wchodzący w skład dywizji 1 Pułk Piechoty dzień później zajął niebronioną Kieś, z której Armia Radzieckiej Łotwy wycofała się już wcześniej. Tego samego dnia Kieś próbowały zająć jednostki Bałtyckiej Landeswehry nadchodzące od zachodu, jednak zostały odparte przez Łotyszy i Estończyków.
Zdemoralizowane po utracie Rygi (zajętej przez Niemców jeszcze 23 maja) i zagrożone odcięciem od zaplecza jednostki bolszewickie pośpiesznie wycofały się do Łatgalii. Jednostki estońskie maszerowały z Gulbene na Jekabpils, nie napotykając przeciwnika. 4 czerwca zajęły Madonę i Ļaudonę, zaś dzień później wkroczyły do Jekabpilsu, opanowując najpierw jego prawobrzeżną, a następnie lewobrzeżną część.
Armia estońska przekazała Łotwie zarząd opanowanych terytoriów. Z poparciem Ententy w Liwonii rząd Ulmanisa kontynuował rozbudowę jednostek łotewskich, na bazie 1 Pułku Piechoty.
Za sprawą sukcesu ofensywy w Liwonii wojska estońskie wbiły się klinem pomiędzy Łatgalię, ostatni region Łotwy kontrolowany przez bolszewików, a ziemie na południe i wschód od Rygi, które zdobyli Niemcy w ostatniej fazie operacji ryskiej. Jeszcze w czerwcu 1919 r. doszło do zbrojnej konfrontacji między Niemcami a Estończykami i Łotyszami, której kulminacją była zwycięska dla tych drugich bitwa pod Kiesią.